# Paul C. Jones
Paul Caruthers Jones, född 12 mars 1901 i Kennett i Missouri, död 10 februari 1981 i Kennett i Missouri, var en amerikansk politiker (demokrat). Han var ledamot av USA:s representanthus 1948–1969.
Kongressledamot Orville Zimmerman avled 1948 i ämbetet och efterträddes av Jones. Han efterträddes i sin tur som kongressledamot år 1969 av Bill Burlison.
Jones avled 1981 och gravsattes på Oak Ridge Cemetery i Kennett.